# Chevrolet Uplander
Uplander é uma minivan de porte médio-grande da Chevrolet.